# Route nationale 23a
Die N23A war eine französische Nationalstraße, die 1868 in Le Mans von der N23 abzweigend (verlief damals durch das Stadtzentrum) durch die Avenue du Général Leclerc zum Bahnhof von Le Mans festgelegt wurde. Die hochwertige Anbindung war wegen der Bedeutung des Bahnhofes nötig geworden. 1973 wurde sie zunächst zur Départementstraße 312 abgestuft – heute ist sie nur noch Kommunalstraße. Seit 2007 fährt die Tram von Le Mans durch die Straße.